# Reumatoïde artritis

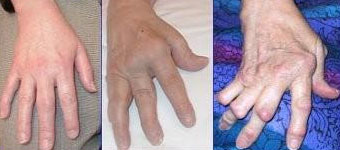
Vergroeiingen t.g.v. reumatoïde artritis.

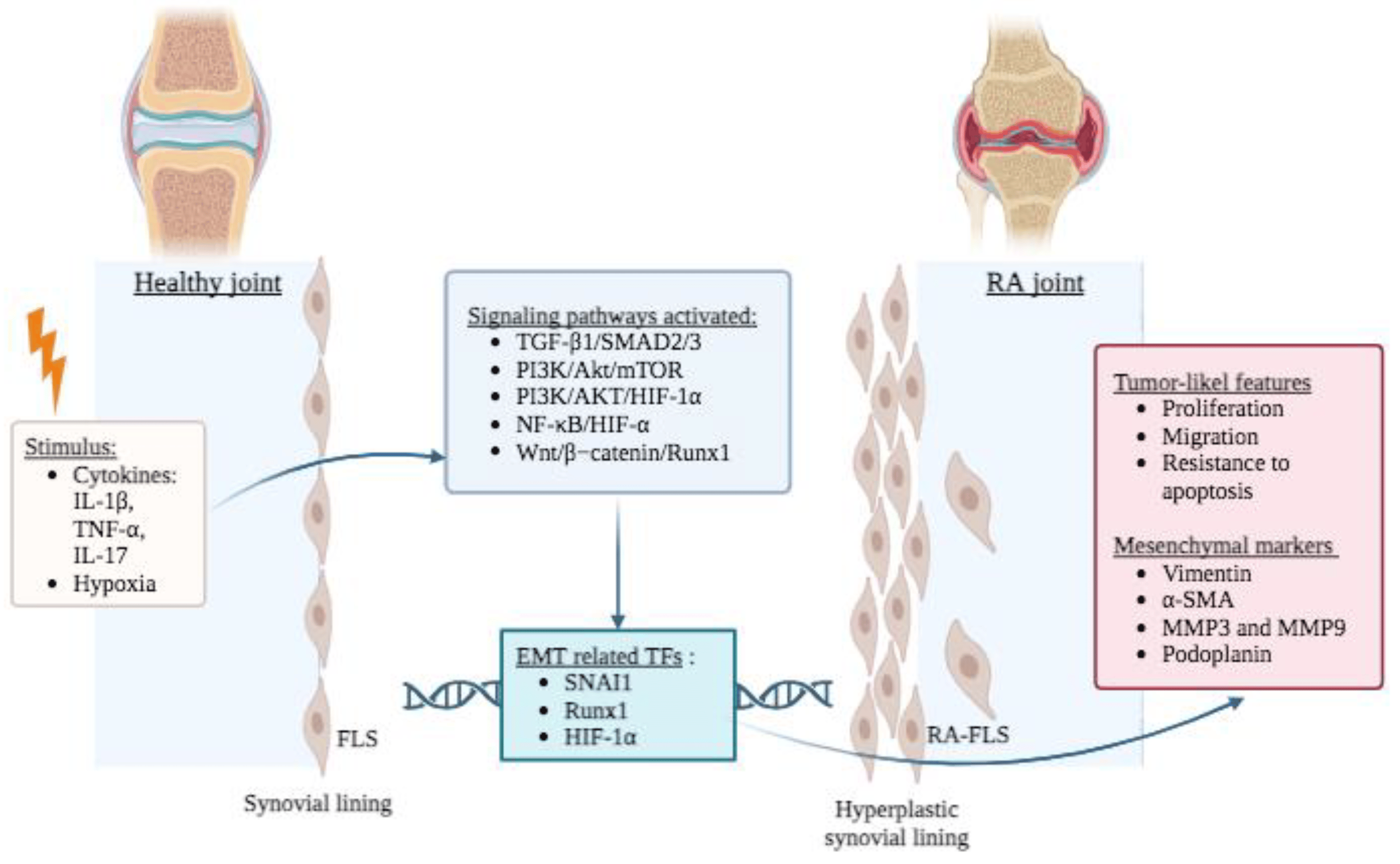
Hypothetische bijdrage van een epitheel-mesenchymale overgang-achtig proces aan de pathofysiologie van reumatoïde artritis

Reumatoïde artritis of RA is een progressieve auto-immuunziekte die wordt gekenmerkt door ontsteking van het synovium (= slijmvlies) in gewrichten. Regelmatig zijn ook peesscheden en slijmbeurzen bij het ontstekingsproces betrokken. Naast gewrichten kan reumatoïde artritis ook nog andere organen aantasten, waaronder hart en bloedvaten, longen en spieren. Naarmate de ziekte voortschrijdt, ervaren mensen met reumatoïde artritis steeds meer beperkingen, al kunnen velen met ondersteuning van medicijnen en andere behandelingen een redelijk normaal leven leiden.
De term reuma omvat in de volksmond, en in de terminologie van ReumaNederland, meer dan honderd ziekten. Reumatoïde artritis, artrose, fibromyalgie, de ziekte van Bechterew en jicht zijn een paar voorbeelden. Voor artsen is 'reuma' echter meestal specifiek een aanduiding voor reumatoïde artritis. Reumatoïde artritis komt voor bij ruim 1% van de Nederlandse bevolking.

## Ziektemechanisme
Een algemene etiologische of pathogenetische factor die a priori aanleiding geeft tot het ontstaan van reumatoïde artritis is nog niet gevonden, al lijken genetische vatbaarheid, geslacht en omgevingsfactoren (waaronder roken en infecties) een rol te spelen.
Reumatoïde artritis begint als het immuunsysteem specifieke lichaamseigen eiwitten niet meer als dusdanig herkent. Als reactie daarop presenteren dendritische cellen antigenen aan T-cellen in het synovium. De T-cellen worden daardoor geactiveerd en differentiëren zich tot verschillende typen T-helpercellen. Deze T-helpercellen scheiden diverse cytokines uit, die vervolgens ervoor zorgen dat ook dendritische cellen en macrofagen cytokines uitscheiden. Daardoor wordt verdere differentiatie van pro-inflammatoire T-helpercellen en productie van cytokines ondersteund, terwijl de productie van T-suppressorcellen juist wordt onderdrukt. Ook B-cellen dragen bij aan het ontstekingsproces door T-cellen te activeren middels antigeenpresentatie, door inflammatoire cytokines uit te scheiden en door antilichamen te produceren. Door het ontstekingsproces worden extra leukocyten aangetrokken naar het synovium en worden extra bloedvaten gevormd middels angiogenese.
Het ontstane ontstekingsweefsel in het synovium wordt pannus genoemd. Cellen van deze pannus, met name macrofagen en synoviocyten, scheiden matrixmetalloproteinases uit die het gewrichtskraakbeen aantasten. Ook het bot wordt aangetast door osteoclasten van de pannus. Naarmate de ziekte voortschrijdt, vergroeit het gewricht, treden gedeeltelijke ontwrichtingen op als gevolg van verslapping van de omliggende structuren (gewrichtskapsel en gewrichtsbanden), en treedt totale ankylose (verbening) van het gewricht op.
Het is nog niet geheel duidelijk in hoeverre hormonale factoren een rol spelen bij het ontwikkelen van reumatoïde artritis, hoewel het bekend is dat de ziekte drie keer zo vaak voorkomt bij vrouwen, en dat de klachten soms verbeteren tijdens de zwangerschap. Zweedse onderzoekers vermoeden dat een laag testosterongehalte bij mannen (en vrouwen) een rol kan spelen. De mannen met het lage testosterongehalte hadden ook vaker meer follikelstimulerend hormoon in hun bloed. De toename van ontstekingen zou te maken kunnen hebben met het feit dat testosteron het immuunsysteem reguleert en daarmee ontstekingen kan onderdrukken.

## Diagnose
Reumatoïde artritis (RA) is een klinische diagnose, die wordt gesteld op de klachten en verschijnselen van de patiënt, zonder dat laboratoriumonderzoek daar een grote rol bij speelt. De Amerikaanse reuma-associatie hanteert de volgende criteria:
5 van de volgende moeten ten minste 6 weken aanwezig zijn:
- ochtendstijfheid
- pijn in ten minste 1 gewricht bij beweging;
- zwelling door verdikking van weke delen in ten minste 1 gewricht;
- ten minste een ander gewricht met zwelling van de weke delen;
- slechte mucine(= slijmstof)-neerslag uit synoviale vloeistof (= gewrichtssmerende vloeistof);
- karakteristieke histologische veranderingen in het synovium(= slijmvlies);
- karakteristieke histologie van noduli (= bobbel op spier of pees);

Daarbij mogen er geen andere aandoeningen zijn die de klachten verklaren.
In 2000 is een test ontwikkeld die antistoffen ontdekt die alleen bij mensen met reumatoïde artritis lijken voor te komen, de anti-CCP test. (CCP = cyclic citrullinated peptide). Anti-CCP in het bloed betekent meestal dat iemand RA heeft of RA zal krijgen. Dit is een veel specifiekere test dan de al veel langer bekende reumafactor (RF) bepaling. RF kan namelijk ook worden gevonden bij gezonde oudere personen en patiënten met andere auto-immuunziekten en infectieziektes. RF-bepaling en latexfixatietest kunnen worden gebruikt als uit het lichamelijk onderzoek blijkt dat slechts ten dele aan de criteria voor de diagnose RA is voldaan.
Voor het stellen van de diagnose reumatoïde artritis is röntgenonderzoek in de regel niet noodzakelijk. Alleen indien de patiënt op basis van gegevens verkregen door middel van anamnese en lichamelijk onderzoek niet geheel voldoet aan de criteria voor het stellen van de diagnose reumatoïde artritis én de latexfixatietest een negatieve uitslag oplevert, kunnen röntgenologisch vastgestelde erosies de doorslag geven bij het stellen van de diagnose. Röntgenonderzoek blijft in dit geval beperkt tot de handen/polsen en de voorvoeten, omdat erosie van bot op die plaatsen het eerst optreedt. Erosies vroeg in het ziektebeloop wijzen op gewrichtsschade en zijn een teken van de ernst en de progressie van de reumatoïde artritis. Weliswaar correleert hun aanwezigheid niet altijd goed met de klachten en functionaliteit, maar ze vormen wel een belangrijke maat voor de progressie van de ziekte.
Reumatoïde artritis is niet erfelijk, hoewel het in sommige families vaker voorkomt. Echter, polymorfismes in de genen PTPN22, MHC2TA en PADI4 worden met RA in verband gebracht. Bij personen die roken, die tevens drager zijn van HLA-DRB1 SE allelen, zou deze combinatie aanleiding kunnen geven tot het ontstaan van RA.
Reumatoïde artritis kan op iedere leeftijd debuteren. Tot de leeftijd van 45 jaar is de man-vrouwverhouding 1:3; op hogere leeftijd worden de verschillen tussen beide geslachten geringer. Onder de leeftijd van 16 jaar spreekt men van juveniele artritis.
Er blijkt een omgekeerd verband te bestaan tussen voorkomen van reumatoïde artritis en tuberculose Er schijnt ook een verband te bestaan met herpes-virussen.

## Complicaties
Reumatoïde artritis kan wegens de ziekte zelf en de gebruikte medicatie complicaties met zich meebrengen. RA is een systemische ziekte die een negatieve invloed kan hebben op het hart en de longen, en de immuunonderdrukkende medicatie kan op den duur leiden tot toegenomen infecties en soms maligniteiten. De levensverwachting kan daardoor gemiddeld 10 jaar korter zijn. Hoewel de ziekte erger verloopt bij vrouwen, hebben mannen vooralsnog een hogere kans om aan de hartcomplicaties van RA te overlijden.

## Geneesmiddelen
Hier volgen de anno 2020 bekende geneesmiddelen tegen reumatoïde artritis in volgorde van krachtigheid, beginnend bij het minst sterke middel. Hoe sterker het middel, hoe sterker ook altijd de nadelige bijwerkingen; artsen beginnen daarom altijd met voorschijven van het minst krachtige middel:
1. NSAID's en COX-2-remmers zijn ontstekingsremmende medicijnen. Van zowel NSAIDs als COX-2-remmers is de bijwerking bekend dat ze een hoge bloeddruk kunnen veroorzaken. COX-2-remmers zijn niet effectiever dan NSAID's, wel veel duurder.[20]
  1. NSAID's zoals diclofenac, ibuprofen, naproxen, meloxicam en indometacine zijn klassieke pijnstillers/ontstekingsremmers die pijn en stijfheid kunnen verminderen. Ze vertragen het voortschrijden van de ziekte in geringe mate. NSAID's kunnen bij langdurig gebruik maag-darmzweren en bloedingen veroorzaken, en kunnen daarom gecombineerd worden met een protonpompremmer.
  2. COX-2-remmers hebben een 50 procent lager risico op het krijgen van een maag- of duodenumzweer, vergeleken met NSAID's. Voorbeelden zijn etoricoxib (Arcoxia) en celecoxib (Celebrex).[20] Echter, vergeleken met de combinatie NSAID + protonpompremmer bieden ze geen voordelen met betrekking tot de gastrointestinale (= maag-darmkanaal betreffende) bijwerkingen.[21]
2. Corticosteroïden zijn ontstekingsremmende medicijnen die de ontstekingsreacties volkomen onderdrukken, bij reumatoïde artritis en andere ziekten. Vanaf de jaren 50 werd cortison voorgeschreven, ondanks de bijwerkingen.[22] In lage doses (< 10 mg prednison of prednisolon per dag) worden ze door zo'n 30 tot 60 procent van de patiënten gebruikt. Zeer bekend zijn helaas de bijwerkingen; dunner wordende huid, cataract, osteoporose en hoge bloeddruk. Om osteoporose tegen te gaan dienen calcium en vitamine D gesuppleerd te worden. Een bisfosfonaat kan het risico op fracturen verlagen in geval van osteoporose. Corticosteroïden kunnen een gunstig effect hebben op atherosclerose, waarmee de nadelige effecten ervan op de vaatwand als het ware worden gecompenseerd.[20]
3. DMARD's (disease-modifying anti-rheumatic drugs), synthetische en biologicals die de ontstekingsreacties snel en aanhoudend onderdrukken.[20] Ze worden meestal alleen door een reumatoloog voorgeschreven.[23]
  1. conventionele synthetische DMARDs zijn methotrexaat (MTX), leflunomide, azathioprine, antimalariamiddelen als chloroquine en hydroxychloroquine, goudverbindingen, sulfasalazine; (Naast methotrexaat (MTX) moet in principe ook foliumzuur gebruikt worden om de negatieve effecten van methotrexaat zo veel mogelijk tegen te gaan. Dit mag echter niet op dezelfde dag als methotrexaat gebruikt worden.)
  2. biologische DMARDs (biologicals): TNF-alfa-remmers: (infliximab (Remicade), etanercept (Enbrel), adalimumab (Humira)), certolizumab (Cimzia)), golimumab (Simponi). Interleukineremmers: tocilizumab (RoActemra)), sarilumab (Kevzara)), anakinra (Kineret)). Overig: rituximab (MabThera)), abatacept (Orencia)).;
  3. targeted synthetische DMARDs: JAK-remmers (tofacitinib; baricitinib)

Volgens de behandelrichtlijn (2016) van de European League Against Rheumatism (EULAR) moet na het stellen van de diagnose zo snel mogelijk gestart worden met een conventioneel synthetische DMARD. Methotrexaat is hiervan in principe het middel van eerste keuze. Dit wordt meestal kortdurend gecombineerd met corticosteroïden, die binnen 3-6 maanden weer afgebouwd worden. Indien dit onvoldoende effect heeft, of indien de ziekte op een later moment weer actief wordt, moet er gestart worden met een andere conventioneel synthetische DMARD. Deze kan in plaats van methotrexaat gegeven worden, maar kan ook gecombineerd worden met methotrexaat.
Indien ook (toevoeging van) een tweede conventioneel synthetische DMARD onvoldoende effect heeft, moet er een biological of JAK-remmer aan de medicatie worden toegevoegd. Bij hoog-risico patiënten (bijvoorbeeld met erg hoge ziekteactiviteit) kan ook overwogen worden om een tweede conventioneel synthetische DMARD over te slaan, en direct een biological of JAK-remmer toe te voegen wanneer methotrexaat te weinig effect heeft. De EULAR-richtlijn spreekt op dit moment geen voorkeur uit voor een specifiek middel; ze worden allen als even effectief en veilig beschouwd. In de praktijk wordt er in Nederland vaak voor een TNF-remmer gekozen, omdat hier de meeste ervaring mee is en deze vaak goedkoper zijn dan biologicals met een ander werkingsmechanisme.